# هنري سومرست
هنري هيو آرثر فيتزروي سومرست، دوق بوفورت العاشر (بالإنجليزية: Henry Hugh Arthur FitzRoy Somerset, 10th Duke of Beaufort) (4 أبريل 1900 – 5 فبراير 1984) كان نبيلاً بريطانيًا ومالك أراضٍ وشخصية بارزة في المجتمع الإنجليزي، وواحدًا من أعظم الخبراء في مجالي سباقات الخيل وصيد الثعالب في القرن العشرين.

## النشأة واللقب
وُلد سومرست في 4 أبريل 1900، وكان يُعرف بلقب ماركيز ورسيستر حتى ورث لقب دوق بوفورت بعد وفاة والده عام 1924. ينتمي إلى إحدى العائلات النبيلة العريقة في إنجلترا، والتي يعود تاريخ ألقابها إلى القرن السابع عشر.

## حياته العامة والمهنية
عُيِّن سومرست في منصب Master of the Horse عام 1936، وهو منصب ملكي مرموق يختص بالإشراف على الخيالة الملكيين، وظل يشغله لمدة 42 عامًا حتى عام 1978، ليصبح بذلك أطول من شغل هذا المنصب في التاريخ البريطاني الحديث.

## صيد الثعالب وسباقات الخيل
كان سومرست يُلقب في الأوساط البريطانية بلقب Master، نسبة إلى منصبه كرئيس دائم لفريق Beaufort Hunt الشهير، أحد أعرق فرق صيد الثعالب في إنجلترا. وقد قاد هذا الفريق لعقود طويلة، وكان يُعد أعظم صيّاد ثعالب في القرن العشرين، حسب توصيف بعض المؤرخين الرياضيين.
كما أسّس بطولة بادمنتون للفروسية (Badminton Horse Trials) عام 1949، والتي أصبحت من أهم فعاليات رياضة الفروسية الدولية.

## المؤلفات
في عام 1980، نشر هنري سومرست كتابه المرجعي الشهير Fox-Hunting، والذي اعتُبر مصدرًا مهمًا في أدبيات هذا النوع من الصيد التقليدي البريطاني.

## وفاته
توفي دوق بوفورت العاشر في 5 فبراير 1984 عن عمر يناهز 83 عامًا، وخلّف إرثًا كبيرًا في الرياضات النبيلة والممارسات التقليدية الأرستقراطية البريطانية.